# Guerra urbana en la Comuna 13 de Medellín (2001-2003)
La  guerra urbana en la Comuna Trece de Medellín fue una serie de acciones del Conflicto armado interno colombiano, entre 2001 a 2003.
Se enfrentaron las guerrillas de las Fuerzas Armadas Revolucionarias de Colombia - Ejército del Pueblo (FARC-EP), del Ejército de Liberación Nacional (ELN), los milicianos de los Comandos Armados del Pueblo (CAP), contra los paramilitares de las Autodefensas Unidas de Colombia (AUC), y la Fuerza Pública constituida por la Policía nacional y la Cuarta Brigada del Ejército Nacional, y alcanza su mayor punto de intensidad en las operaciones Mariscal y Orión en mayo y octubre de 2002.

## Contexto

### Medellín
Medellín es el segundo municipio de Colombia (166.266 habitantes en 1938, 2.223.078 en 2005, 2.569.007 habitantes estimados en 2020) y la segunda área metropolitana (3.312.165 habitantes en 2005 y 3.723.455 habitantes estimados en 2018). Cuenta con 16 comunas (distritos urbanos) y 5 corregimientos (distritos rurales).
El crecimiento rápido de Medellín tiene entonces tres causas: natalidad, éxodo rural, y desplazamientos debidos al conflicto armado (15.000 personas en 2001).
La implantación de los narcotraficantes, como el cartel de Medellín de Pablo Escobar, se evidencia por una violencia salvaje al finalizar el siglo XX. La tasa de homicidios sube rápidamente en Medellín de 1984 (aproximadamente 50 homicidios para 100.000 habitantes) hasta 370 en 1992. Baja luego rápidamente hasta 160 en 1998, nivel en cual era estabilizado en 2000.
La mayoría de estos homicidios es el resultado de arreglos de cuentas y de agresiones. Si la violencia se ve incrementada en esa época por el impacto del conflicto armado, ésta lejos de ser su causa principal.

### La Comuna 13
La Comuna 13, aquella de San Javier, está ubicada al oeste del corazón de la ciudad: contaba 138.790 habitantes en 2005, y 140.758 habitantes estimados en 2020. Su población se dispara a partir de los años 1950 como aquella de Medellín, luego se estabiliza desde los años 2000. 

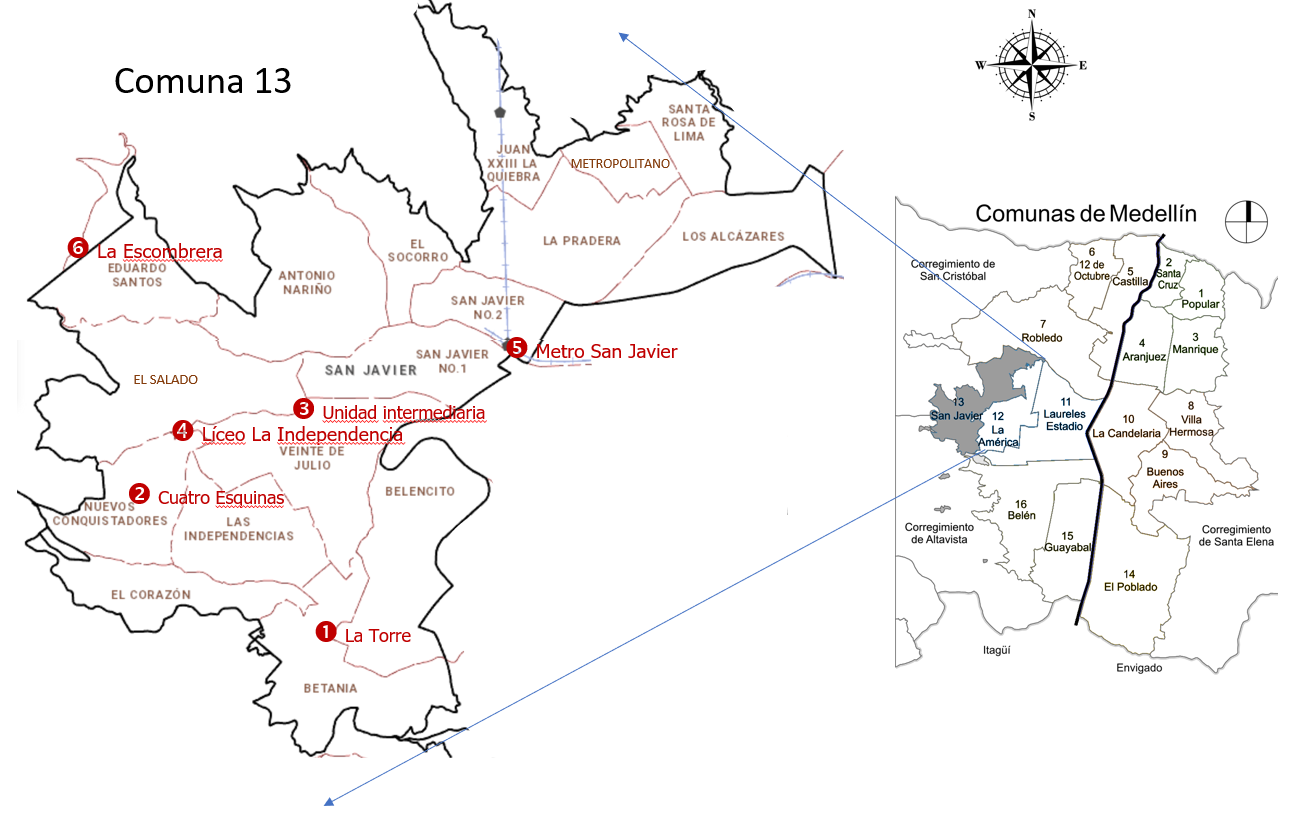
Los barrios de la Comuna 13 y algunos puntos claves de la guerra urbana

Desde la llegada del metro en 1996 (estación San Javier), su centro comerciante es sobre todo ocupado por las clases medianas; es rodeado de cerros escarpados de población pobre, incluso marginada. Si comportan algunos núcleos de población antiguos, como El Salado, poblado desde el final del siglo XVIII, para explotar salinas (de ahí su nombre), el hábitat nació a menudo de invasiones, de las cuales algunas todavía subsisten. La aparición de las invasiones del alto de El Salado, de Nuevos conquistadores y de Las Independencias 1, 2 y 3 es así reciente y fechada: de 1978 a 1981.
En 2002, el 97,5% de la Comuna 13 está clasificada en estrato (en Colombia, clasificación de 1 a 6 de las zonas pobladas según el nivel social) 1 o 2 (las más pobres), y es la zona de Medellín con más desempleo.
Al igual que en otras zonas periféricas de la ciudad, las fronteras invisibles entre barrios siguieron siendo una realidad durante mucho tiempo: las bandas rivales se codeaban en San Javier, pero entre barrios sólo se cruzaba una "frontera", literalmente, a riesgo de la propia vida. La violencia era entonces endémica: agresiones, chantajes, "secuestros exprés", sin que se supiera siempre qué parte tomaban en ello los grupos de milicianos, hampones, narcotraficantes y paramilitares.
Pero en contra de la mala reputación de la Comuna 13, los homicidios están entonces por debajo de la media de la ciudad (11.ª de 16): la violencia es más aguda en las 7 comunas del noreste y el centro-este de la ciudad.

### El conflicto armado
La guerra urbana de la Comuna 13, en particular la Operación Orión, es un episodio del Conflicto armado interno colombiano que, desde los años 1960 hasta la paz de 2016 y más allá, enfrenta a las guerrillas de extrema izquierda con los grupos paramilitares y la fuerza pública (ejército y policías), no ajenos a los carteles y organizaciones de narcotraficantes, que pueden formar alianzas según sus intereses. Este periodo sigue a aquella de la Violencia (de 1948 al final de los años 1950) y hace 220.000 muertes para los solos años de 1958 a 2012. Incluso antes del inicio de la operación era común los enfrentamientos entre las fuerzas de las CAP, FARC-EP, ELN y Paramilitares, siendo los más graves en mayo del 2003, dejando un saldo de 9 muertos y 37 heridos.
Uno de los principales efectos del conflicto armado es el desplazamiento masivo de personas como consecuencia de los combates. En efecto, 7.8 millones de personas han sido desplazadas en Colombia según el Centro de Monitoreo de Desplazamiento Interno, una cifra mayor a la de cualquier otro país, en guerra o no. La Comuna 13 acoge 7.475 personas desplazadas de los solos departamentos de Antioquía y de Choco entre 1995 y 2009. El ELN coordina por ejemplo la instalación de centenares de familias en una invasión del alto de El Salado a mediados de la década de 1990.

La guerra urbana que surge en esa época es en gran medida una deslocalización de la guerra en las zonas rurales.

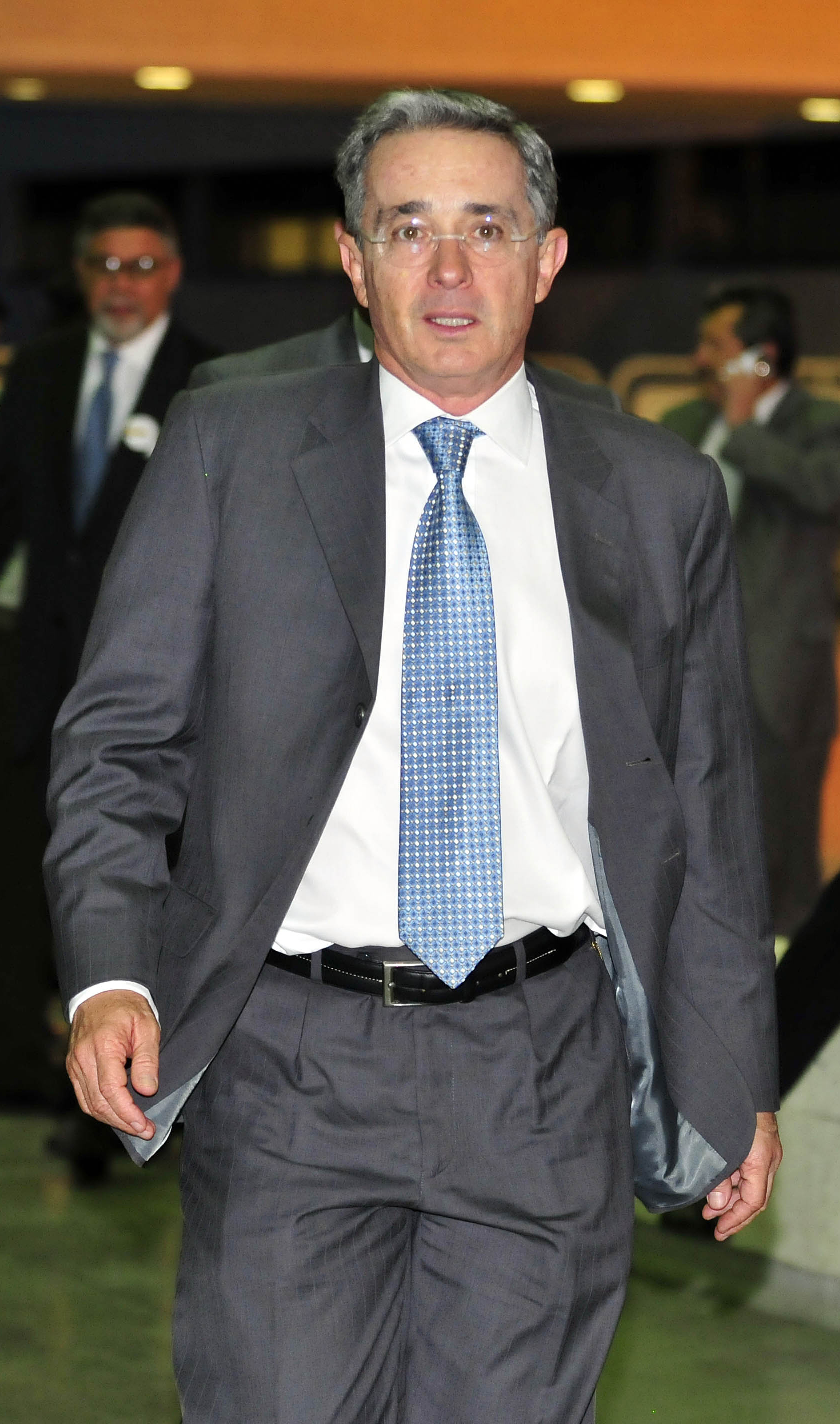
Álvaro Uribe Velez, 57^{o} presidente de Colombia

### La presidencia Uribe (2002-2010)
Tradicionalmente muy conservadora en lo político y desigual en lo social, la sociedad colombiana deja poco espacio político a los movimientos progresistas legales, pero es reacia a negociar con aquellos que sólo ven o quieren una salida a través de la lucha armada. De hecho, Colombia es el único país latinoamericano que nunca volteó a izquierda desde el año 2000. 
Ahora bien, desde 2000, toma importancia Álvaro Uribe, exgobernador del departamento de Antioquía, que funda su estrategia política en un anticomunismo visceral y en la implementación de una solución militar definitiva al conflicto. Esta estrategia funciona entonces: el 26 de mayo de 2002, es elegido en la primera vuelta de las elecciones presidenciales con el 54,5 % de los votos.
Los vínculos de Álvaro Uribe y su hermano Santiago con los paramilitares son objeto de varias investigaciones judiciales, algunas de las cuales acompañadas de detenciones, mientras que ambos niegan cualquier implicación.

## Las principales etapas del conflicto
La historia de los conflictos político-militares en la Comuna 13 puede resumirse en las siguientes etapas principales:
– Antes de 1985: la Comuna 13, donde la autoridad pública es poco presente, todavía ocupada en gran parte por las invasiones, es disputada por bandas rivales de narcotraficantes y hampones;
– De 1985 a 2000: los milicianos limpian la Comuna de los mafiosos e imponen su ley;
– De 2001 a 2003: la guerra urbana ve la supremacía de las milicias desafiada por la fuerza pública y los paramilitares, a quienes el Estado deja el control del territorio recuperado de las milicias tras la Operación Orión;
– De 2004 a 2007, el conflicto se apaga después del repliegue de la guerrilla y la desmovilización de las paramilitares del Bloque Cacique Nutibara;
– De 2008 a 2010, se reanudan los conflictos entre bandas y paramilitares por el control territorial en varias comunas periféricas de Medellín (109 homicidios en 2009 en la Comuna 13).

## Los milicianos dueños del territorio
De aproximadamente 1985 hasta el año 2000, la guerrilla, con las FARC-EP, la ELN y las milicias propiamente dichas, como las Milicias América libre, las Milicias Populares de Occidente, se asientan en varios barrios populares de Medellín. En 1996 se crean en la Comuna 13 los Comandos Armados del Pueblo (CAP).
Según un testigo, estas milicias populares habrían contado hasta 20.000 miembros en la Comuna 13, hombres y mujeres, combatientes o no. Una tal cifra sería enorme, con relación a su población, o con las de los AUC: se han desmovilizado 30.000 para toda Colombia, aunque algunos de ellos podían ser ficticios.
Las milicias tienen una relación compleja con la población, de la que vienen en gran medida. Al principio, se perciben bastante bien: se enfrentan a las bandas y a los matones que controlan la Comuna. Prohíben el tráfico: la droga ya no circula. El ELN y los CAP incluso ejecutan a los traficantes, a diferencia de las FARC-EP, que los cazan pero no los matan. Es la limpieza social. Organizan distribuciones, llegando con camiones de alimentos o electrodomésticos que distribuyen. Los milicianos también organizan fiestas (parches Pilsen) a las que los habitantes acuden por gusto o por miedo: es mejor ir...
Pero cuanto más fuertes son, más depredadoras se vuelven las propias milicias. Los milicianos, identificados por el brazalete de su organización, controlan la Comuna con puño de hierro, sin buscar saber si se trata de hombres, mujeres o niños. Imponen toques de queda, ocupan las calles encapuchados y armados hasta los dientes, y reclutan más o menos a la fuerza. Han principalmente dos fuentes de ingresos: las vacunas (es decir extorsiones), tal el peaje diario impuesto a los buses, y los « secuestros exprés » (retienen alguien y, se es solvente, solo lo sueltan cuando la familia ha pagado).
A finales de los años 1990, las FARC-EP ocupan, por ejemplo, Nuevos Conquistadores y El Salado, el ELN Las Independencias 1 y 2 así como Villa Laura, los CAP Las Independencias 3.

## La llegada de los paramilitares
El Bloque Metro de las Autodefensas Campesinas de Córdoba y Urabá (ACCU) es creado en 1996 y dirigido por Carlos Mauricio García Fernández, alias « Doble Cero ». A partir de 1997, los paramilitares comienzan a posicionarse sobre las alturas de Altavista y San Antonio de Prado, desde donde se preparan para desalojar las milicias de la Comuna 13.
Al primer semestre 2001 se producen las primeras operaciones del ejército y la policía (Operación Primavera en febrero) así como de los paramilitaires (ataca a El Corazón y Belencito en julio). A partir de estos eventos comienza la guerra urbana de la Comuna 13 que durará dos años (de 2001 a 2003). Es un periodo de terror para la población. 

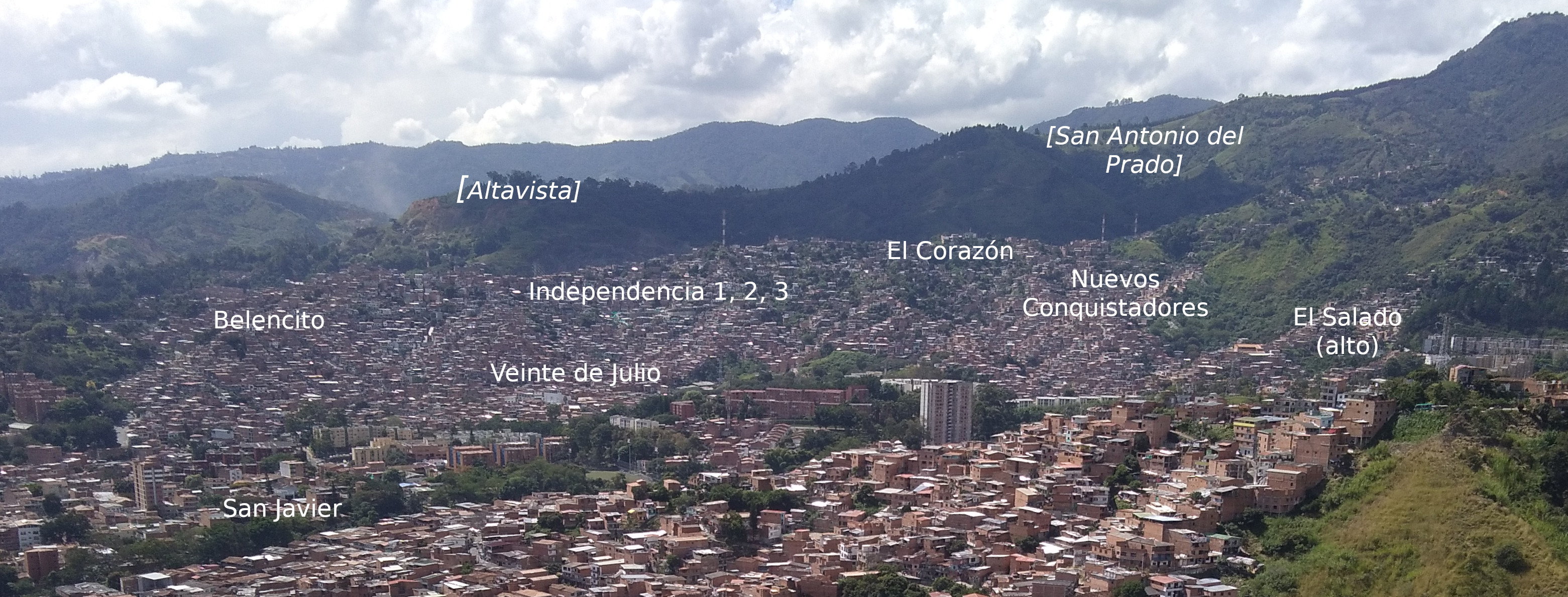
La Comuna 13 de Medellín - barrios sur (12/2020)

En el transcurso del año, mientras los paramilitares se reagrupan a nivel nacional en las Autodefensas Unidas de Colombia y, no sin conflictos mortales entre ellos, el Bloque Metro cede el control de la Comuna 13 al Bloque Cacique Nutibara, dirigido por el narcotraficante Diego Fernando Murillo, alias Adolfo Paz o Don Berna.
A la estrategia de integración y control de las milicias se opone la estrategia de terror de los paramilitares. Hay que eliminar o desalojar por todos los medios, no sólo a los milicianos, sino también a los defensores de los derechos humanos o líderes de la comunidad, incluso a costa de detener o matar a alguien tras una denuncia sin fundamento o un comportamiento ambiguo. Una zona puede ser incendiada y vaciada de su población porque en ella hay milicianos o supuestos milicianos. Los desplazamientos de población aumentan, ya sea por miedo, por destrucción o simplemente forzado. En el periodo 2001-2003 se producen 1.711 desplazamientos forzados, la mitad de todos los registrados entre 1985 y 2010

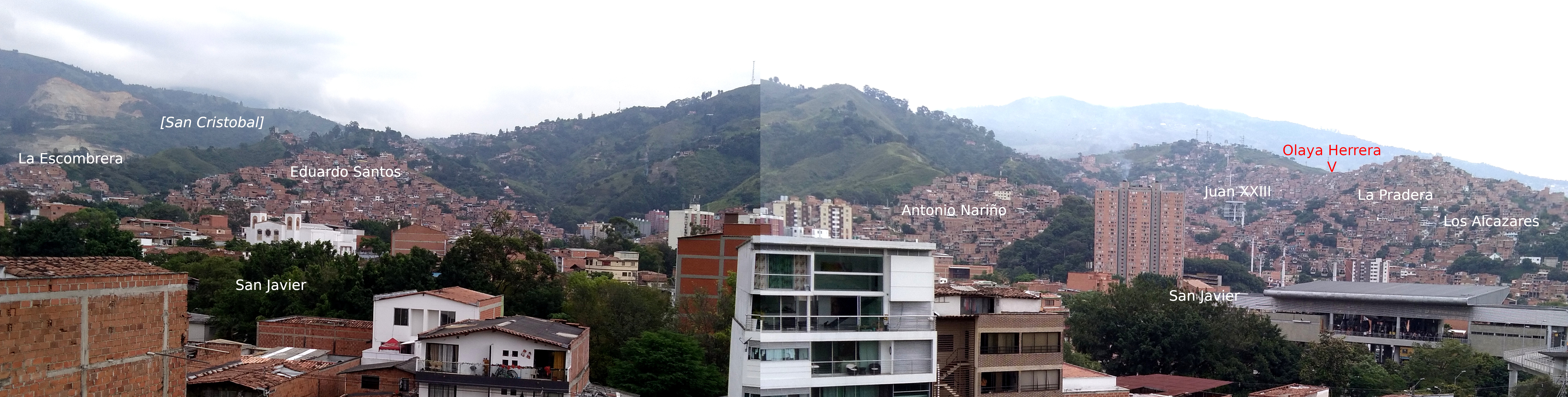
La Comuna 13 de Medellín - barrios norte (12/2020)

El número de muertes sigue la misma tendencia: de 143 en 2000, pasa a 317 en 2001 y 442 para los solos 9 primeros meses de 2002. Algunos hablan de un total de 1.500 muertes en ese periodo. La responsabilidad de las acciones violentas no es siempre conocida y no es igualmente repartida: 3 de entre se atribuyen a la guerrilla en 2001 y 8 en 2002, frente respectivamente 8 y 57 a los paramilitares, así como 5 y… 1 997 a la fuerza pública.
Las milicias reaccionan frente a la amenaza de los paramilitares. Refuerzan su control sobre la población. Pero no están en posición de fuerza: los paramilitares disponen de importantes medios financieros para armarse, reclutar y voltear a los milicianos, pagándoles mucho mejor que las milicias, lo que plantea la cuestión de su financiación. Esta proviene del tráfico de droga (como a veces es el caso de la guerrilla), de multinacionales como la Chiquita Brands Internacional (ex-United fruit), pero también de empresas colombianas, ganaderos, terratenientes…: la paraeconomía es un engranaje del paramilitarismo tan esencial como la parapolítica.
Al ejército tampoco le faltan medios: los Estados Unidos le proporcionan en 15 años 10.000 millones de dólares en ayuda militar (es el segundo mayor receptor de su ayuda después de Israel).
En la Comuna 13, los tiroteos, los rescates, los asesinatos selectivos, las detenciones arbitrarias, los secuestros, los asesinatos gratuitos, las desapariciones forzosas, los reclutamientos forzados o sus tentativas, las muertes y las heridas por balas perdidas, hacen entonces parte de la vida cotidiana. Las operaciones conjuntas del ejército, la policía y los paramilitares incluyen a veces tanques y helicópteros.
Los tiroteos son diarios, a menudo se producen por la noche y a veces continúan hasta el día siguiente. La mayor parte de las casas de la comuna están hechas de madera o ladrillo: varios habitantes, a veces niños, mueren por las balas que los atraviesan. Los milicianos ejecutan a una mujer que habría informado a la policía, o a un profesor de universidad y su hijo que no se detuvieron en su punto de control en la calle. Los paramilitares decapitan a un miliciano al que han disparado y juegan al fútbol con su cabeza antes de exponerlo durante varias horas en una alambrado, violan a una madre y a su hija cuyos familiares son milicianos, antes de cortarles los pechos y matarlas a tiros.

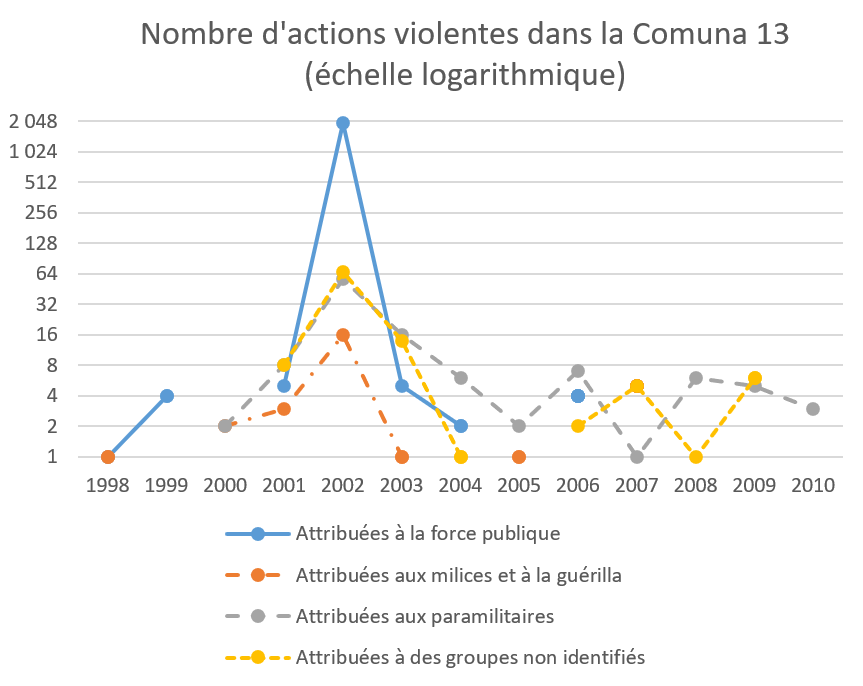
Responsabilidad de los diferentes protagonistas en las acciones violentas (la ausencia de punto vale ausencia de acción).

La población vive un infierno. "Estamos en medio de un sándwich aterrador", resume un líder comunitario al fin de mayo 2002. Las manifestaciones y las huelgas de buses se suceden para protestar contra la violencia o las extorciones. El 9 de junio de 2002, una marcha de la esperanza reúne a 2.000 habitantes de los barrios Olaya Herrera, Blanquizal y Vallejuelos, que desfilan con banderas blancas para exigir la parada de los combates, al llamado del padre José Luis Arroyave. Está promoviendo un acuerdo de paz: lo matarán a tiros en septiembre·.
Las violencias de todo tipo, los secuestros, las desapariciones, los desplazamientos forzados... no son los únicos aspectos del drama que vive la población. Ya no se trabaja tampoco se estudia: si un día se consigue salir, al día siguiente los tiroteos resuenan y se esconde. El hambre se extiende Las referencias de los niños se desvanecen: la autoridad de los padres deja paso a la de los grupos armados; los niños juegan a la guerrilla y, debido a las armas, quieren al crecer "convertirse en guerrilleros". Las nuevas viviendas no encuentran compradores, el valor de las casas se desploma: uno vende su casa a mitad de precio para huir de la carnicería que allí se vive. Una casa ya no es un refugio: habitada, no protege de las balas perdidas; desierta, se convierte en una trinchera, un puesto de observación y combate. Los vecinos ya no son una presencia conocida y tranquilizadora: pueden ser espías, combatientes escondidos, informadores; la desconfianza es la norma. Todos son sospechosos y todos sospechan de los demás. Toda la vida social se convierte en desorden, desconfianza y miedo: es vivir dos años en medio de un campo de batalla; es vivir una pesadilla real, para volver a encontrarla, en sueño, cuando se consigue a dormir. A pesar de eso, una fuerte solidaridad permite sostener a estas personas que han construido codo con codo su nueva vida y su casucha: albergan, alimentan y ayudan a quienes a veces han perdido todo. Algunos ejemplos de los enfrentamientos que azotaron la región, como la ocurrida el 29 de abril del 2001, ocurrida en el barrio el picachito y dejó como saldo tres muertos y tres detenidos.
Se necesitarán nada menos que 17 operaciones conjuntas para derrotar a las milicias, 12 de ellas bajo la presidencia de Álvaro Uribe. Implican a la policía y al ejército, teóricamente bajo el control de la fiscalía, cuyas decisiones se supone que deben aplicar. Pero la policía trabaja conjuntamente con los paramilitares, entre otras cosas porque están fuera de control. Aunque las autoridades negaron la participación de los paramilitares contra toda evidencia, varios de ellos, así como unos militares, confirmaron y esclarecieron posteriormente esta colaboración, incluso ante los tribunales, como hizo el propio Don Berna, Juan Carlos Villa Saldarriaga, alias Móvil 8 u otros.
Entre estas operaciones conjuntas, dos se destacan por su importancia, sus daños colaterales y su resultado: Mariscal en mayo de 2002 y Orión en octubre del mismo año

## La operación Mariscal
Esta operación a gran escala se lanza el martes 21 de mayo de 2002, oficialmente con vistas a desactivar las acciones previstas por las milicias para sabotear la elección presidencial fijada al domingo siguiente. A las 3 de la mañana, se despliegan 700 efectivos con tanques y 2 helicópteros Arpía (la mitad de los disponibles en el país). Hasta las 3 y media de la tarde, peinan los barrios de Veinte de Julio, El Salado, Las Independencias I, II y III, Nuevos Conquistadores, armados con ametralladoras, apoyados por francotiradores apostados en los cerros sobre esos barrios.
Cuando dos civiles resultan heridos en la calle sin que se pueda rescatarlos bajo el fuego, la población comienza a tender sábanas y otras telas blancas, primero en las ventanas y luego en la calle: es la "Marcha de los Pañuelos Blancos".
Limitándose a los balances oficiales, dejó: 9 muertos, entre ellos 3 niños, 39 heridos (entre ellos 31 civiles, 2 soldados, 6 policías) y 31 prisioneros (entre ellos 2 jefes del ELN).
El éxito es relativo: el número de insurgentes neutralizados no supera el de operaciones anteriores, Otoño 1 y Contrafuego, que habían movilizado muchos menos recursos y causado muchas menos víctimas civiles. Por otra parte, las lecciones de Mariscal serán valiosas para la preparación de Orión, ya que ninguna de las operaciones realizadas entre junio y septiembre resultó más eficaz.

## La operación Orión
Álvaro Uribe, acabando de ser elegido, prepara una guerra sin cuartel contra la guerrilla en la Comuna 13 como en todo el país. De hecho en Medellín, la Comuna 13 es la última cuyas milicias no han sido eliminadas.
El 13 de octubre, después de la muerte de dos estudiantes alcanzados por balas perdidas en los límites de la Comuna 13, el alcalde de Medellín Luis Pérez Gutiérrez, se comunica con el presidente de la República. Este estaba esperando esta oportunidad y envía al Comandante del Ejército Nacional, Carlos Alberto Ospina, ese mismo día, viniendo especialmente por vía aérea de la región de Ibagué. Por la tarde, acuerdan en la alcaldía los principios de intervención.
El 15 de octubre por la noche, las fuerzas militares y policiales están posicionados: 450 hombres especializados en operaciones urbanas listos para luchar, así como 1.000 hombres de la 4.ª Brigada del General Mario Montoya y de la Policía Metropolitana del General Leonardo Gallego, sin contar con los paramilitares del Bloque Cacique Nutibara.
El día 16, a las 4 de la mañana, se despliegan en las lomas que dominan la Comuna 13, donde se disponen en cuatro anillos de seguridad para evitar cualquier infiltración. A las 9 de la mañana, comienzan a barrer las alturas de Comuna. Reciben el apoyo de los proyectiles disparados por los tanques y del fuego de fusiles y ametralladoras de los francotiradores puestos en las alturas, así como del fuego de ametralladoras y cohetes de los helicópteros Arpía acribillando las posiciones de los milicianos.

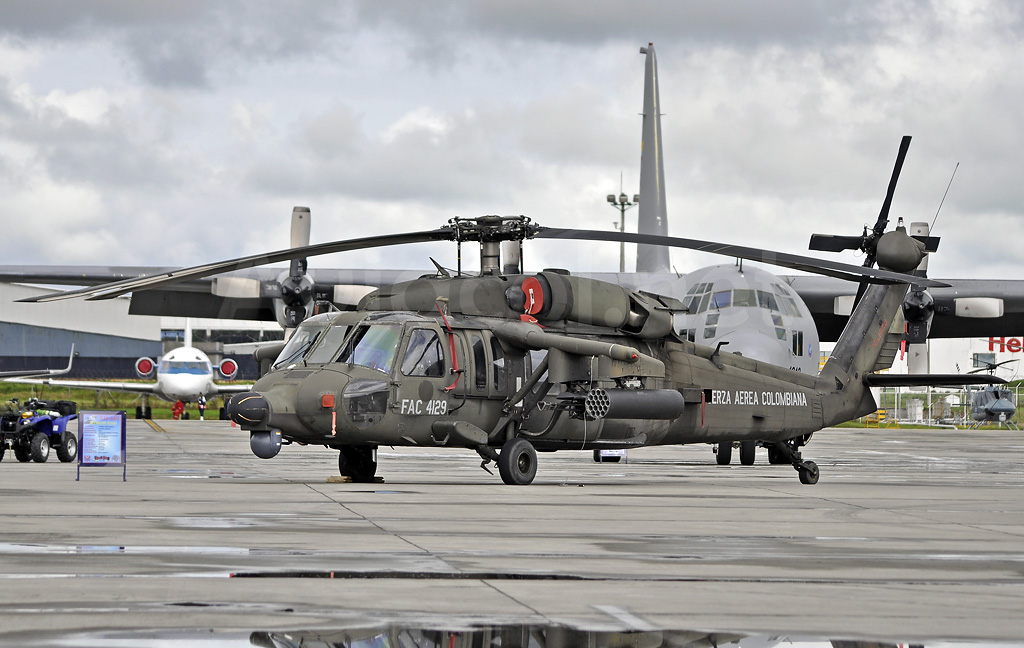
El helicóptero AH-60-L Arpía de la Fuerza aérea colombiana

Informantes con los rostros enmascarados guían a la tropa y señalan a los milicianos y sus casas: esta señal equivale a una detención inmediata, y cualquier sospechoso es cargado inmediatamente en un camión. Estos informantes son paramilitares, algunos de los cuales se habían infiltrado en las milicias, mientras que otros son milicianos reconvertidos, ya sea porque sintieron que el viento estaba cambiando o por razones financieras.
La fase militar de la operación duraría dos días, los días 16 y 17 de octubre. El resultado es una victoria total sobre las milicias: según el balance oficial, la operación deja 17 muertos (4 militares, 3 civiles, 10 milicianos), 30 heridos (entre ellos 10 militares), 400 prisioneros encarcelados inmediatamente en La Catedral, la antigua cárcel de Pablo Escobar en Envigado. Orión resulta además en incautar armas (47 revólveres, 19 fusiles, 108 granadas de fusil, 6.000 cartuchos) y liberar 4 víctimas de secuestro, además de la familia de un tránsfuga, también secuestrada en represalia. Pero la CINEP hace en 2003 un balance bastante diferente: habla de 229 milicianos decretos por la Fiscalía y Procuraduría, y entre los civiles, de 1 muerto, 8 desaparecidos, 38 heridos y 355 arrestos; entre estos 170 están procesados y 2 sólo habrían sido condenados 4 años más tarde. Y para la ONG de Medellín, Corporación Jurídica Libertad, trece años más tarde, ha aumentado considerablemente: 17 homicidios a manos de la fuerza pública, 71 personas asesinadas por los paramilitares, 80 civiles heridos, 12 personas torturadas, 92 desapariciones forzosas y 370 detenciones arbitrarias.
El 19 de octubre, Carlos Alberto Ospina, comandante del ejército, izó la bandera de Colombia frente a la iglesia del barrio Veinte de Julio.
El 21 de octubre, El alcalde Luis Pérez Gutiérrez realizó una visita muy mediatizada a La Comuna, junto con el general Montoya, comandante de la IV Brigada, y el general Gallego, comandante de la Policía Metropolitana. A su vez iza la bandera de Colombia, seguido por funcionarios y residentes locales, como si fuera una fiesta nacional. Algunos de los habitantes se acercan a agradecer a los vencedores, hablándoles o tocándoles, por haber puesto fin a dos años de asesinatos y angustia.
Pero esta recuperación deja un campo de batalla que hay que reconstruir, reparar, limpiar, donde hay que reubicar a los desplazados, donde hay que reabrir comercios y servicios…

## Consecuencias
La Operación Orión pone fin al control de las milicias y a los enfrentamientos armados en la Comuna. La fuerza pública y los paramilitares salen victoriosos de dos años de guerra urbana. En los días siguientes, se cometen varios atentados con explosivos o botellas de gas en otras zonas de Medellín: centro, Laureles, Poblado, Manrique, la Universidad, pero sólo es un último combate de honor.
Se opta por dejar que los paramilitares terminaran el trabajo: las detenciones arbitrarias, las exacciones y las ejecuciones durarían dos meses después de Orión, hasta diciembre. Los paramilitares, nuevos dueños del territorio, ejercen el poder durante un año, antes de ser desmovilizados en diciembre de 2003 sobre la Comuna. Para la desmovilización del Bloque Nutibara, el narcotraficante y paramilitar Don Berna ordenó disparar pólvora el 1 de diciembre a medianoche en todos las comunas de la ciudad, como recordatorio de que los paramilitares siempre estarían allí. Este es el origen de la alborada, que se celebra en Medellín desde 2003, y cuyo origen ha sido olvidado por la población, pero que provoca cada año muchos heridos, especialmente niños.·
La desmovilización nacional de los paramilitares tendrá lugar en 2006. Esta última concede una amplia impunidad a los delitos cometidos, aunque en teoría se prevén sanciones. Se han reconocido algunas detenciones arbitrarias: los hermanos Castaño Casa, detenidos el 16 de octubrey encarcelados hasta agosto de 2005, y que serán absueltos en 2016 recibirán una reparación.·
En la comunicación oficial, las operaciones Mariscal y Orión debían dirigirse contra todos los grupos armados, incluidas las AUC. Esta visión de las fuerzas de seguridad restableciendo el orden y la legalidad en una zona sometida a la violencia de los clanes enfrentados es, cuando menos, idílica. Las fuerzas públicas y los paramilitares trabajan en estrecha colaboración, y tanto el objetivo como el resultado de la guerra son claramente políticos: recuperar de las milicias armadas de extrema izquierda, a costa de una ola de violencia sin precedentes, el territorio que queda en manos de otras milicias armadas ideológicamente cercanas, si no vinculadas, al gobierno.
El balance humano de esta guerra urbana es elevado: además de los daños materiales y económicos, ha dejado 1.500 muertos y más de 1.700 desplazados, algunos de los cuales se habían refugiado en la Comuna 13 para huir de los combates en su región.
También deja un número de desaparecidos difícil de estimar. Los combatientes muchas veces dejaban los cadáveres en las calles, pero también podían deshacerse de los cuerpos discretamente en fosas comunes. El más importante es el que se encuentra en la Arenera del Agregado, en el límite del barrio Eduardo Santos, más conocida como La Escombrera. Los paramilitares del Bloque Cacique Nutibara, según uno de ellos, enterraron allí unos 50 cuerpos, mientras que el municipio y la Coordinación Jurídica Libertad hablan de más de 100, otros de 300...

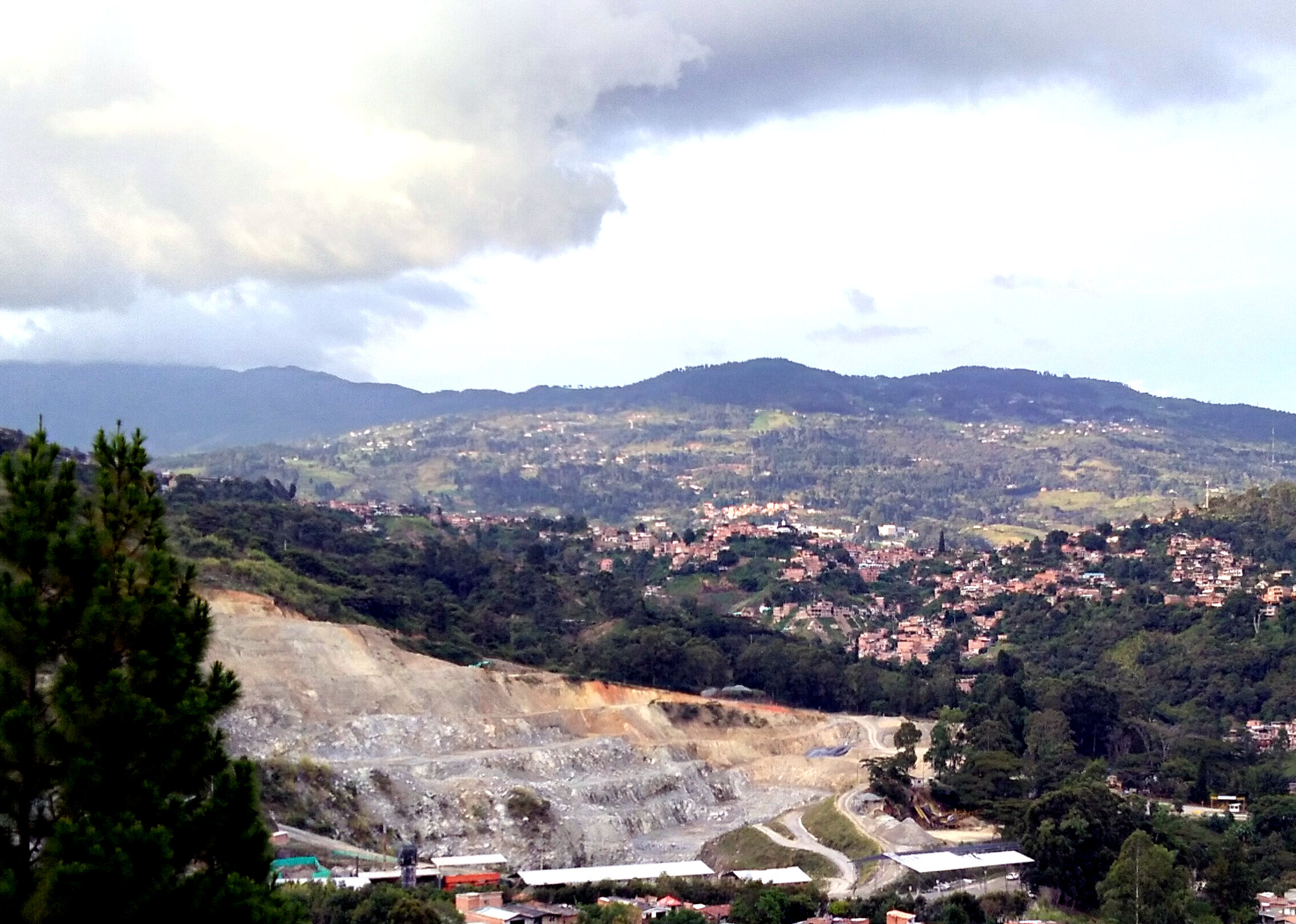
La Escombrera (Medellín), mayor fosa común de Colombia (01/2021).

Después de la operación Orión y sus secuelas, la población puede disfrutar por lo menos de un periodo de tranquilidad, sin vivir en la angustia permanente de las balas perdidas.

## Continuación
Aunque la victoria militar es total, se consiguió a costa de numerosas violaciones de los derechos humanos, que todavía pesan en la vida pública colombiana.

### Las denuncias contemporáneas
En mayo de 2003, la revista Noche y niebla de la CINEP (Centro de Investigación y Educación Popular) publica el dossier "Comuna 13, la otra versión": documenta las violaciones de derechos humanos cometidas por la policía y los paramilitares entre 1998 y 2002 en Medellín: 67 conciernen la Comuna 13. Las autoridades públicas lo tratan con desprecio: el ministro del Interior, Fernando Londoño Hoyos, afecta en considerarlo como una "mentira monumental".
Al mismo tiempo, la CIDH (Comisión Interamericana de los Derechos Humanos), emanación de la OEA (Organización de los Estados Americanos), realiza una investigación in situ y, el 12 de junio de 2003, emite un comunicado en el que denuncia asesinatos selectivos, desapariciones forzadas, actos de violencia e intimidación por parte de grupos paramilitares, que la policía permitía que continuaran. La Comisión pide el fin del control paramilitar y la restauración de la autoridad del Estado. ¿Será porque le hicieron caso que el Bloque Cacique Nutibara es desmovilizado en diciembre?.

### La Corte Interamericana de Derechos Humanos
La CIDH (Corte Interamericana de Derechos Humanos), otro órgano de la OEA, recurrida por la dicha comisión en 2014, conoce el caso de activistas de derechos humanos perseguidas tras los sucesos de 2002. Habían denunciado la actuación de grupos paramilitares en connivencia con la policía. La remisión señala que una de ellas, Ana Teresa Yarce, fue asesinada en octubre de 2004; dos de sus compañeras fueron amenazadas y desplazadas a la fuerza después de la violación de su domicilio, y dos demás fueron detenidas arbitrariamente.
El 22 de septiembre de 2016, la Corte condena al Estado colombiano por la privación ilegal y arbitraria de la libertad sufrida, por el incumplimiento de su deber de proteger la vida de Ana Teresa Yarce, así como por el incumplimiento de su obligación de garantizar la libertad de circulación de las personas desplazadas forzosas. Por lo tanto, no se ha condenado al Estado directamente por las violaciones de los derechos humanos durante las operaciones de 2002 sino por no proteger a los activistas que las denunciaron. Los crímenes cometidos de ambos lados durante esta guerra urbana siguen impunes, con las excepciones mencionadas a continuación.
El 31 de enero de 2023, la Corte Interamericana de Derechos Humanos abre una audiencia histórica sobre el primer caso de desaparición forzada vinculado a la Operación Orión que le fue presentado: Arles Edison Guzmán, quien fue llevado por personas vestidas de civil el 30 de noviembre de 2002 y nunca más fue visto. Tras la llegada al poder del primer presidente de izquierda en Colombia, Gustavo Petro, Martha Lucía Zamora, representante del Estado colombiano, reconoce ante la CIDH la responsabilidad del Estado, que no le había protegido y no había buscado a los culpables, y pide perdón en nombre del Estado a la familia del desaparecido.

### Investigaciones en Colombia
El acuerdo de paz de 2016 entre el Estado colombiano y las FARC, con miras a su desmovilización y reinserción, contempla la creación de la Jurisdicción Especial de Paz (JEP). Esta es recurrida en 2018 por familiares de víctimas de desapariciones forzadas para tomar medidas cautelares respecto a 17 lugares utilizados como fosas comunes por combatientes durante el conflicto armado, siendo el más importante de ellos: La Escombrera. Pero La Escombrera abarca 3 hectáreas y desde entonces ha recibido más de 5 toneladas de escombros: las primeras investigaciones realizadas sobre los indicios de los paramilitares Juan Carlos Villada, alias Móvil 8, o Jorge Enrique Aguilar Rodríguez, alias Aguilar, han sido infructuosas. En 2021, 19 años después de Orión, la investigación continúa bajo la autoridad de la JEP.
El 26 de febrero de 2020, la JEP exige al municipio, a la Fiscalía General de la Nación, al Instituto Nacional de Medicina Legal, a la Personería de Medellín y a la Comisión Nacional de Búsqueda de Personas Desaparecidas que realicen acciones concretas para desarrollar bases de datos sobre las víctimas y sus familiares, con un plazo de cinco días y para una lista de 417 personas desaparecidas entre 1978 y 2016, que inventarió, sólo para la Comuna 13.
El 8 de julio de 2020, la JEP indica que la alcaldía respondió con una lista de 83 personas cuyos cuerpos fueron identificados y entregados a las familias desde 2016 a 2019. Sin embargo, se indigna porque ningún otro organismo público ha respondido a su petición y la renueva con un ultimátum de cinco días. Esta segunda petición no parece haber tenido más efectos.
Se conocen por otra parte dos condenas vinculadas con los sucesos de esta guerra urbana:
- El 9 de septiembre de 2016, Fredi Alonso Pulgarín, alias La Pulga, es condenado por su responsabilidad (que reconoce), en once homicidios (entre ellos el del sacerdote José Luis Arroyave Restrepo) y tres desplazamientos forzados, por el Tribunal de Justicia y Paz de Medellín.[34]

- El 17 de julio de 2019, Jorge Enrique Aguilar Rodríguez, alias Aguilar, uno de los líderes del Bloque Cacique Nutibara, es condenado a 26 años de prisión por 10 homicidios y 8 desapariciones forzadas (incluyendo a menores) cometidos durante la Operación Orión, la mayoría de los cuales fueron enterrados en La Escombrera.[35]

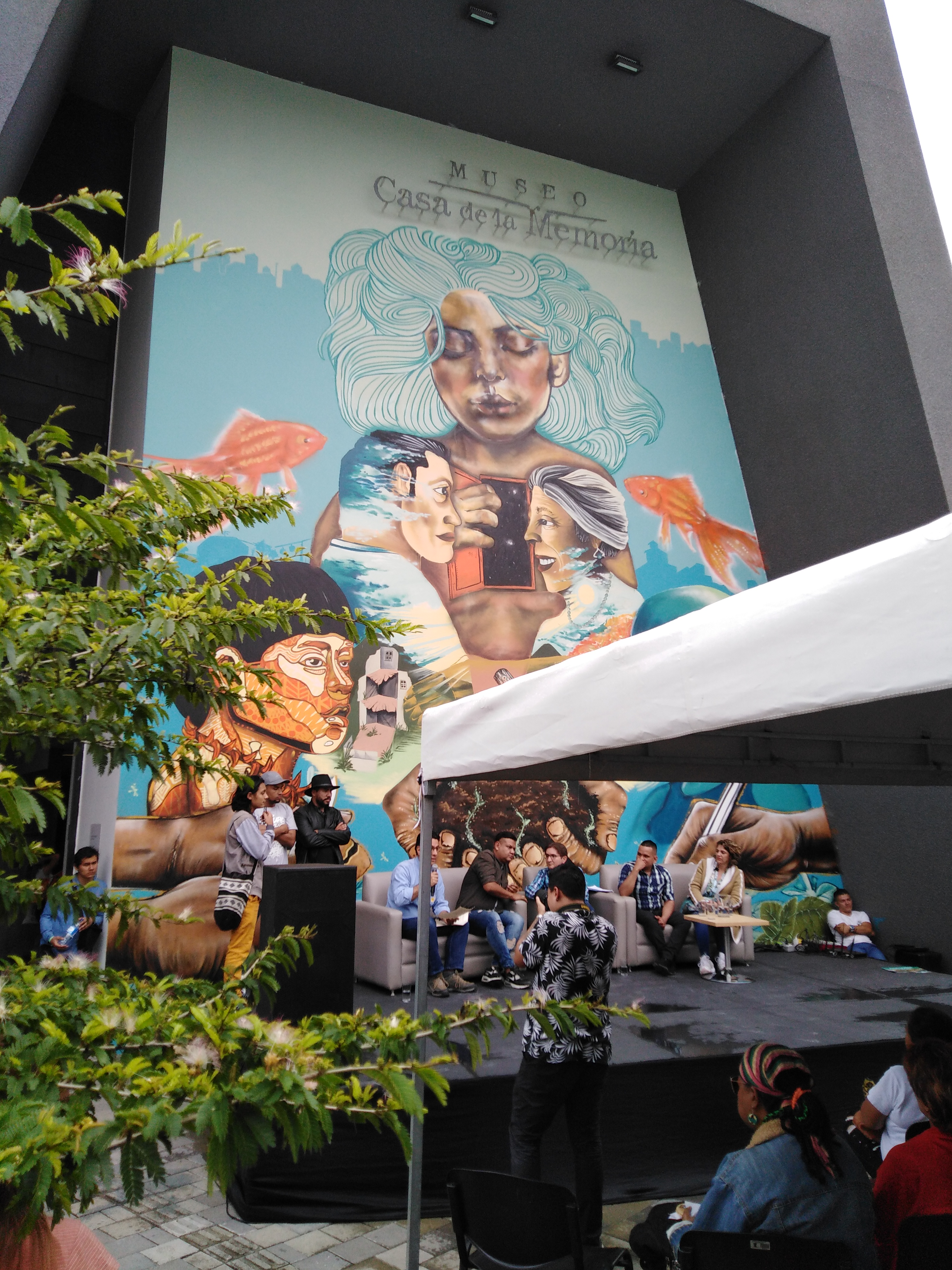
Debate "Memoria y reconciliación" a la Casa de la Memoria - Medellín 2019

### Violencia y reconciliación
Cada 16 de octubre, la Comuna 13 conmemora la operación Orión a la Escombrera, al igual que las Madres de la Candelaria de Medellín siguen exigiendo incansablemente la verdad sobre lo ocurrido con sus maridos o hijos desaparecidos durante el conflicto armado.
Hoy, el barrio de Las Independencias, uno de los más castigados por la guerra, se ha convertido en uno de los principales puntos turísticos de la ciudad, en torno a sus escaleras eléctricas y a las obras de arte callejero que, desde 2014, florecen donde corría la sangre de las víctimas ("Graffiti tour"). El turismo y el negocio de souvenirs sobre las cenizas de Orión y Mariscal son por un lado morbosos, pero alimentan a los supervivientes... 
Casi veinte años después de la guerra urbana, sigue siendo una herida dolorosa para Medellín y la Comuna 13. Por un lado, la situación de base que la creó no ha cambiado fundamentalmente: las desigualdades siguen siendo las más altas del continente después de las de Brasil, la miseria en los barrios populares de las grandes ciudades apenas ha retrocedido en términos relativos, y la violencia política y social sólo ha pasado -por parte- de la confrontación entre guerrillas y fuerzas armadas o paramilitares a las masacres y asesinatos de líderes comunitarios o ambientales.
Por otro lado, la voluntad de superar la violencia, de trabajar por la reconciliación y la resolución pacífica de los conflictos es una fuente de esperanza. Se trata, entre otras cosas, de la difícil labor que lleva a cabo la Casa de la memoria de Medellín, que mantiene viva la memoria del conflicto -en la que los sucesos de la Comuna 13 ocupan un lugar destacado- no para fomentar el odio, sino para trabajar por la reconciliación y la renuncia a la violencia.

## Cronología
Esta cronología relaciona algunos de los hechos destacados de la guerra urbana que se libró de 2001 a 2003 en la Comuna 13 de Medellín.
| Fecha                        | Lugar                                                                                        | Acontecimiento |
| Años 1990                    | Medellín                                                                                     | La presencia de la guerrilla y las milicias en las comunas periféricas de Medellín es cada vez más ostensible. |
| 1996                         | Comuna 13                                                                                    | Nacimiento de los Comandos Armados del Pueblo (CAP), milicia propia a la Comuna 13 |
| 1996                         | Medellín                                                                                     | Creación del Bloque Metro de las Autodefensas Campesinas de Córdoba y Urabá (ACCU) dirigidas por « Doble Cero ». En abril de 2012, un exjefe de los paramilitares, Pablo Hernán Sierra García, afirma ante la justicia que las ACCU han sido creadas por los ganaderos de Antioquia, Santiago y Álvaro Uribe (niegan los hechos). |
| 2000                         | Medellín                                                                                     | Bajo los órdenes de Carlos Castaño, que dirige los paramilitares reagrupados a partir de ahora en las Autodefensas Unidas de Colombia (AUC), el Bloque Metro da paso al Bloque Cacique Nutibara, dirigido por Diego Fernando Murillo, un narcotraficante, alias « Don Berna ». |
| Comienzos de 2001            | Comuna 13                                                                                    | Los paramilitares, instalados desde 1997 en la zona rural adyacente de Aguas frías, Altavista y San Antonio de Prado, comienzan a posicionarse para oponerse a las FARC-EP, al ELN y a los CAP. Dando inicio a la guerra urbana. |
| Comienzos de febrero de 2001 | Belencito, Corazón, Veinte de julio, El Salado                                               | Operación Primavera: primera operación conjunta de las fuerzas del ejército y de la policía contra las FARC-EP, la ELN y los CAP: 18 milicianos del ELN capturados |
| Comienzos de julio de 2001   | El Corazón, Belencito y La Torre                                                             | Los paramilitares se lanzan desde su base en los barrios. |
| 17 de febrero de 2002        | Juan XXIII                                                                                   | Asesinato de Evelio de Jesús Cadavid y sus hijos Jorge Alonso Cadavid por 4 miembros de los CAP, por arma de fuego. |
| 20 de febrero de 2002        | Colombia                                                                                     | El presidente Andrés Pastrana rompe el diálogo con las FARC-EP. La zona desmilitarizada de El Caguán (departamento de Meta) es invadida, lo que provoca movimientos de reubicación de la guerrilla. |
| 21 de febrero de 2002        | Belencito-Corazón                                                                            | Huelga de los chóferes de buses de la línea Belencito-Corazón, acosados por los pedidos crecientes de las milicianos, y por aquellos de los paramilitares, que exigen de ser los beneficiarios (120 autobuses parados) |
| 21 de febrero de 2002        | La Quiebra, La Divisa, Blanquizal                                                            | Operación Contra fuego: con 600 policías 400 soldados y 63 fiscales. 63 allanamientos, 5 miembros del CAP muertos y 31 prisioneros.· |
| 24 de febrero de 2002        | Belencito, Corazón, Veinte de julio, El Salado, Juan XXIII                                   | Operación Otoño 1: implicación de la Policía militar, de la 4a brigada, del CTI (Cuerpo Técnico de Investigación), del DAS (Departamento Administrativo de Seguridad) 52 prisioneros. |
| Comienzos de marzo de 2002   | Belencito, Corazón                                                                           | 50 familias de Belencito y El Corazón abandonan el barrio ante las amenazas y el riesgo de reclutamiento forzado de sus hijos (por ambos bandos). |
| Comienzos de marzo de 2002   | Comuna 13                                                                                    | Operación Marfil: 3 prisioneros del ELN y 3 de las FARC-EP. |
| 7 y 8 de marzo de 2002       | La Divisa                                                                                    | Operación Otoño 2: 19 prisioneros, allanamientos, asesinato del presidente de la Junta de Acción Comunal (Consejo de barrio) de La Divisa y muerte de un joven de 14 años, asesinado por una bala perdida que atravesó la pared de su casa. |
| 24 de marzo de 2002          | Comuna 13                                                                                    | Asesinato por los milicianos de Gloria Estella Gil, 36 años, acusada de transmitir informaciones a la policía. |
| Finales de marzo de 2002     | Comuna 13                                                                                    | Huelga de conductores de buses de 5 rutas (400 autobuses parados). |
| 31 de marzo de 2002          | Comuna 13                                                                                    | Líderes comunitarios de 8 barrios exigen la presencia de organizaciones de derechos humanos, la Defensoría del Pueblo y la Personería contra los abusos de ls milicias, los paramilitares y la fuerza pública. |
| 17 de abril de 2002          | El Salado, Veinte de Julio                                                                   | Operación Águila. |
| 7 de mayo de 2002            | Comuna 13                                                                                    | Ataque del ejército, guiado por 4 informantes encapuchados, contra la casa de 2 jóvenes. Una vecina es muerta por una bala que atravesó la pared mientras amamantaba a su bebé. |
| mayo de 2002                 | San Antonio de Prado, al límite de la Comuna 13                                              | Operación Horizonte II. |
| 21 de mayo de 2002           | Veinte de Julio, El Salado, Independencias I, II y III, Nuevos Conquistadores                | Operación Mariscal: 700 hombres, tanques y 2 helicópteros, ametralladoras, francotiradores... 9 muertos, entre ellos 3 niños, 39 heridos (entre ellos 31 civiles, 2 soldados, 6 policías, entre ellos 1 paralítico), 31 prisioneros (entre ellos 2 jefes del ELN). |
| 23 de mayo de 2002           | La Independencia                                                                             | Marcha masiva de los estudiantes del liceo La Independencia contra la violencia. |
| Finales de mayo de 2002      | Comuna 13                                                                                    | La ONG Ruta pacífica envía una radiografía de la situación a la alcaldía, pidiendo una solución civil a la crisis. Líderes sociales denuncian la brutalidad de la represión. |
| 26 de mayo de 2002           | Colombia                                                                                     | Elección presidencial: Álvaro Uribe Vélez es elegido en la 1.ª vuelta. Su elección marca un giro brutal hacia la "política de seguridad democrática" y el desarrollo del conflicto armado. |
| 31 de mayo de 2002           | Comuna 13                                                                                    | El bus utilizado por el alcalde, Luis Pérez Gutiérrez, para inaugurar una terminal de autobuses es atacado por la guerrilla. Como respuesta, el alcalde anuncia la construcción de dos nuevas bases policiales, entre ellas la de El Corazón, 300 policías más y 500 millones para pagar a informantes y confidentes. |
| 9 de junio de 2002           | Comuna 13                                                                                    | "Marcha de la Esperanza", convocada por el padre José Luis Arroyave: 2.000 habitantes de los barrios de Olaya Herrera, Blanquizal y Vallejuelos marchan con banderas blancas para exigir el fin de los combates. Denuncian, entre otras cosas, el asesinato de 11 estudiantes durante las operaciones de los días 27 de febrero y 30 de marzo, algunos de ellos armados o vestidos de faena después de su muerte.                                                                                      |
| Mediados de junio de 2002    | El Salado                                                                                    | Matan a José Ignacio Rúa Arango, profesor universitario, y su hijo que habían ignorado un control miliciano en el cruce de la Y (Veinte de Julio). |
| 15 de junio de 2002          | El Corazón, Veinte de Julio, Vallejuelos                                                     | Operación Potestad: 37 allanamientos, 23 arrestos (entre cuales 1 jefe de las FARC-EP). |
| 29 de junio de 2002          | El Salado                                                                                    | "Sábado negro". Una veintena de paramilitares del Bloque Cacique Nutibara descienden de la cresta hacia las 10:30 horas PM y aterrorizan a la población, asesinando a un habitante, rompiendo puertas e incendiando una veintena de casas. 170 de las 200 familias de la zona son desplazadas. |
| 15 de julio de 2002          | Comuna 13                                                                                    | 6.000 alumnos y 150 profesores de 5 colegios no pueden volver a la escuela: liceo La Independencia ocupado por los desplazados, Colegio Eduardo Santos sede de los milicianos, otros lugares peligrosos... En total, el 30% de los estudiantes están sin recibir clases. |
| Mediados de julio de 2002    | Blanquizal                                                                                   | Las AUC hacen una incursión, extirpan a cuatro colegialas de sus casas y las ejecutan. |
| Finales de julio de 2002     | El Salado, Blanquizal, Olaya Herrera, Vallejuelos…                                           | Los intensos combates provocan varias muertes. |
| 3 de agosto de 2002          | Independencias, El Salado, Veinte de Julio, El Corazón                                       | Operación Antorcha: la tropa es apoyada por un helicóptero. 7 muertos (4 milicianos cuyos cuerpos no se encuentran, 1 joven, 1 niña, 1 soldado), 18 heridos (entre ellos 5 soldados, 3 policías y 10 milicianos), 37 prisioneros. |
| 7 de agosto de 2002          | Colombia                                                                                     | Tomada de posesión de Álvaro Uribe. |
| 24 de agosto de 2002         | Comuna 13                                                                                    | Huelga de buses por varios días. |
| Finales de agosto de 2002    | El Corazón                                                                                   | Noche dantesca en una zona en manos de los paramilitares: un grupo de milicianos asaltó la zona, matando a una persona e incendiando un bus. Los paramilitares disparan a 3 milicianos, decapitan a uno de ellos, juegan con su cabeza y la introducen en la valla de un tanque de agua, donde permanecerá durante varias horas. Ni un informe en la prensa. |
| 14 de septiembre de 2002     | Las Independencias, Vallejuelos, Olaya Herrera y Blanquizal                                  | Operación Saturno: varios miembros de las FARC-EP y de los CAP están hechos prisioneros. |
| 20 de septiembre de 2002     | Juan XXIII                                                                                   | Asesinato del presbítero José Luis Arroyave Restrepo (48 años), que militaba para un acuerdo de paz, por milicianos. |
| 13 de octubre de 2002        | Barrios vecinos: Cristóbal y Urbanización Alcázar                                            | 2 estudiantes son asesinados por balas perdidas con pocas horas de diferencia: Miguel Quiroga (19 años) y Laura Betancur (20 años). |
| 13 de octubre de 2002        | Medellín                                                                                     | Por decisión de Álvaro Uribe, reunión entre el comandante del ejército, Carlos Alberto Ospina, y el alcalde de Medellín, Luis Pérez Gutiérrez, para preparar la ocupación militar de la Comuna 13. |
| 15 de octubre de 2002        | Comuna 13                                                                                    | 450 hombres especializados en operaciones urbanas están sobre el terreno y listos para luchar, así como 1.000 hombres de la 4.ª Brigada y la Policía Metropolitana. |
| 16 y 17 de octubre de 2002   | Belencito, Corazón, Veinte de Julio, El Salado, Nuevos Conquistadores, Las Independencias II | Primera fase de la Operación Orión: la tropa comienza a invadir la Comuna 13 a las 4 de la mañana, apoyada por tanques y helicópteros de combate. Balance oficial: 17 muertos (4 militares, 3 civiles, 10 milicianos), 30 heridos (entre ellos 10 militares), 400 prisioneros. Balance según la CJL: 17 homicidios por parte de la fuerza pública, 71 personas asesinadas por los paramilitares, 80 civiles heridos, 12 personas torturadas, 92 desapariciones forzadas y 370 detenciones arbitrarias. |
| 18 al 23 de octubre de 2002  | Comuna 13                                                                                    | Segunda fase de la Operación Orión: continuación del peinado y del seguimiento de los milicianos. |
| 19 de octubre de 2002        | Veinte de Julio                                                                              | El jefe del ejército, Carlos Alberto Ospina, iza la bandera colombiana frente a la iglesia. |
| 21 de octubre de 2002        | Comuna 13                                                                                    | Visita mediatizada del alcalde, con el comandante de la 4.ª brigada y el jefe de la policía metropolitana. Iza la bandera de Colombia, seguida por funcionarios y residentes, como en un día de fiesta nacional. |
| Noviembre-diciembre de 2002  | Comuna 13                                                                                    | En las semanas siguientes a la operación, los escuadrones de la muerte entran en las casas durante el toque de queda y sacan a los habitantes, a menudo utilizando cuchillos para evitar las detonaciones. Una mujer y su hija se encuentran muertas en La Loma después de ser violadas y de que les cortaran los pechos. |
| 12 de noviembre de 2002      | Las Independencias                                                                           | Detención de 2 activistas de la AMI (Asociación de Mujeres de las Independencias), señaladas por un encapuchado. |
| 15 de noviembre de 2002      | Comuna 13                                                                                    | Marcha de 500 mujeres, vestidas de negro, organizada por el colectivo Ruta Pacífica, para liberar a las mujeres de la AMI. Serán liberadas el día 19 tras una semana de constantes manifestaciones y alboroto. |
| diciembre de 2002            | Comuna 13                                                                                    | Fin de la serie de detenciones tras las denuncias de los encapuchados. |
| 1 de mayo de 2003            | Medellín                                                                                     | Publicación en Noche y niebla de "Comuna 13, la otra versión". La revista documenta las violaciones de derechos humanos cometidas por la fuerza pública y los paramilitares entre 1998 a 2002 en Medellín, 67 de ellas en la Comuna 13. |
| 12 de junio de 2003          | Washington                                                                                   | Comunicado de prensa de la Comisión Interamericana de Derechos Humanos, después de haber investigado sobre el terreno: asesinatos selectivos, desapariciones forzadas, actos de violencia e intimidación por parte de los grupos paramilitares sin ninguna reacción de la fuerza pública. Pide que se ponga fin a su control y se restablezca la autoridad del Estado. |
| 6 de octubre de 2004         | Comuna 13                                                                                    | La activista de derechos humanos Ana Teresa Yarce es asesinada tras denunciar la actuación de grupos paramilitares en connivencia con la policía durante las operaciones de 2002. |
| 9 de septiembre de 2016      | Medellín                                                                                     | Fredi Alonso Pulgarín alias La Pulga, es condenado por su responsabilidad (que reconoce), en once homicidios (entre ellos el del sacerdote José Luis Arroyave Restrepo) y tres desplazamientos forzados, por el Tribunal de Justicia y Paz de Medellín. |
| 22 de septiembre de 2016     | Costa Rica                                                                                   | La Corte Interamericana de Derechos Humanos (OEA) Condena al Estado colombiano por la violación de los derechos de 5 activistas de derechos humanos y por el asesinato de Ana Teresa Yarce. |
| julio de 2019                | Medellín                                                                                     | Uno de los líderes del Bloque Cacique Nutibara, Jorge Enrique Aguilar Rodríguez, alias "Aguilar", es condenado a 26 años de prisión por 10 homicidios y 8 desapariciones forzadas (incluso de menores) cometidos entre el 16 de octubre y el 18 de diciembre de 2002 en la Comuna 13, la mayoría de los cuales reconoce que fueron enterrados en La Escombrera. |

### Otras fuentes
1. ↑  Emisora Ejercito de Colombia: Ex alcalde de Medellín habló sobre la Operación Orión
2. ↑  «En Medellín viven 80.000 personas en zonas de invasión». El Tiempo. 11 de diciembre de 2017. Consultado el 30 de octubre de 2020.
3. ↑  ¡Basta ya! Colombia : memorias de guerra y dignidad, Centro Nacional de Memoria Histórica, 2013
4. ↑  «MILICIAS SE PELEAN MEDELLÍN». El Tiempo. Consultado el 11 de enero de 2021.
5. ↑  «Colombia: el país con más desplazados del mundo». El Espectador. 19 de junio de 2019. Consultado el 30 de octubre de 2020.
6. ↑  «Vocería de Santiago Uribe destapa sus cartas en recta final del juicio». E Tiempo. 13 de enero de 2020. Consultado el 30 de octubre de 2020.
7. ↑  «Uribe: el mapa judicial del expresidente». Semana. 4 de agosto de 2020. Consultado el 30 de octubre de 2020.
8. ↑  «Firman acuerdo de paz con los paramilitares entre 2002 y 2008». El Tiempo. 15 de diciembre de 2010. Consultado el 30 de octubre de 2020.
9. 1 2  Dominique Sarr (octubre de 2020). «Vivir en una guerra urbana». Carnets d'exil. Consultado el 30 de octubre de 2020.
10. ↑  «Colombie - Les paramilitaires à Medellín : démobilisation ou légalisation ?». www.amnesty.org , septiembre de 2005. Consultado el 3 de noviembre de 2020 (en francés).
11. 1 2 3 4 5  «La Escombrera: la fosa común más grande del mundo». Newsweek México. 13 de diciembre de 2015. Consultado el 30 de octubre de 2020.
12. ↑  «La economía de los paramilitares». El espectador. 22 de mayo de 2011. Consultado el 30 de octubre de 2020.
13. ↑  «Lutte contre la drogue : les mensonges du Plan Colombie», Patrick Bèle, Regards latinos, 21 de febrero de 2016 (en francés). Consultado el 29 de octubre de 2020.
14. 1 2  «La historia de las milicias en Medellín pasa por Justicia y Paz», Verdad Abierta, 15 de septiembre de 2016, Consultado el 29 de octubre de 2020.
15. ↑  «Tres muertos dejan enfrentamientos armados en Medellín». Radio Caracol. Consultado el 8 de junio de 2022.
16. ↑  «"Los paramilitares dicen que trabajan conjuntamente con el Ejército"». Semana. 8 de mayo de 2017. Consultado el 30 de octubre de 2020.
17. ↑  "Don Berna implica al ex general Mario Montoya en actividades paramilitares", VerdadAbierta.com, 2 de marzo de 2009, Consultado el 29 de octubre de 2020.
18. ↑  “Fuimos los guías de la Operación Orión”, ¡Pacifista!, 16 de octubre de 2017 Consultado el 29 de octubre de 2020.
19. 1 2  «Siguen lluvias de balas perdidas». El Tiempo. 16 de octubre de 2002. Consultado el 29 de octubre de 2020.
20. ↑  Corporación Jurídica Libertad
21. 1 2  Víctimas entregaron informe sobre la Operación Orión al sistema integral de verdad, justicia y reparación, Yhoban Camilo Hernández Cifuentes, Agencia de Prensa IPC, 17 de octubre de 2018 Consultado el 29 de octubre de 2020.
22. ↑  «Un experto habla del real sentido de la alborada decembrina en Medellín». Vivir en El Poblado. 30 de noviembre de 2021. Consultado el 1 de diciembre de 2021.
23. ↑  El Tiempo (1 de diciembre de 2020). «¿Por qué los paisas reciben diciembre con pólvora?». El Tiempo. Consultado el 1 de diciembre de 2021.
24. ↑  El proceso de desmovilización de los paramilitares en Colombia: entre lo político y lo judicial, Jacobo Grajales, Desafíos 23-II, 2011, consulté le 29/10/2020.
25. ↑  «Una historia de perdón y superación personal». El Tiempo. 29 de abril de 2019. Consultado el 30 de octubre de 2020.
26. ↑  «De La Escombrera aún no salen los desaparecidos». Hacemos Memoria. 7 de septiembre de 2018. Consultado el 30 de octubre de 2020.
27. 1 2  Comuna 13, la otra versión, Noche y niebla, CINEP, Medellín, mayo 2003
28. 1 2 3 4  Yarce y otras vs Colombia, sentencia du 22/11/2016, Corte interamericana de derechos humanos, 22 de noviembre de 2016). www.corteidh.or.cr. Consultado el 30 de octubre de 2020.
29. ↑  Silvia, Corredor Rodríguez (31 de enero de 2023). «Estado reconoció responsabilidad por caso de desaparición en Operación Orión». elespectador.com. Consultado el 1 de febrero de 2023.
30. ↑  Toneladas de olvido, Agencia de Prensa IPC, 26 de mayo de 2015. Consultado el 30 de octubre de 2020.
31. ↑  «JEP prorroga por 120 días las medidas de protección sobre La Escombrera». www.elcolombiano.com. 12 de febrero de 2021. Consultado el 12 de febrero de 2021.
32. ↑  Javier Alexánder Macías (27 de febrero de 2020). «JEP pide informes de La Escombrera». El Colombiano. Consultado el 30 de octubre de 2020.
33. ↑  Sergio Andrés Correa (8 de julio de 2020). «JEP da ultimátum por información de desaparecidos en La Escombrera». El Colombiano. Consultado el 30 de octubre de 2020.
34. 1 2   https://verdadabierta.com/com-docman?file=1366-sentencia-justicia-y-paz-sobre-comandos-armados-del-pueblo&category_slug=sentencias&Itemid=267
35. ↑  Gustavo Ospina Zapata (18 de julio de 2019). «Condenan a paramilitar que sembró el terror en la comuna 13». El Colombiano. Consultado el 12 de noviembre de 2020.
36. ↑  Gustavo Ospina Zapata (16 de octubre de 2019). «La comuna 13 conmemora otro aniversario de la Operación Orión». El Colombiano. Consultado el 30 de octubre de 2020.
37. ↑  Madres de la Candelaria Asociación Caminos de Esperanza. Consultado el 30 de octubre de 2020.
38. ↑  «"Los asesinatos de líderes sociales son crímenes políticos": Michel Forst, relator de la ONU que denuncia que el gobierno no le deja entrar en Colombia». BBC News Mundo. 4 de marzo de 2020. Consultado el 30 de octubre de 2020.
39. ↑  Casa de la memoria
40. ↑  «“La voz de las manos” se inaugura en el Museo Casa de la Memoria». Hacemos Memoria. 23 de octubre de 2019. Consultado el 30 de octubre de 2020.
41. 1 2 3 4 5  La historia de las milicias en Medellín pasa por Justicia y Paz, Verdad Abierta, 15 de septiembre de 2016. Consultado el 9 de noviembre de 2020.
42. ↑  Operación Orión: la orden de Uribe que puede enredarlo duro con la justicia, Las 2 orillas, 18 de octubre de 2015. Consultado el 9 de noviembre de 2020.
43. ↑  'Don Berna' implica al ex general Mario Montoya en actividades paramilitares, VerdadAbierta.com, 2 de marzo de 2009. Consultado el 9 de noviembre de 2020.
44. ↑  CIDH condenó al Estado Colombiano por abusos en la Comuna 13 de Medellín. Telemedellín. 11 de enero de 2017. Consultado el 12 de noviembre de 2020.